# Onda de tornados no Sul do Brasil em 2015
Os Tornados no Sul do Brasil de 2015 foram eventos de desastres naturais que afetaram os estados de Paraná, Santa Catarina e Rio Grande do Sul. O estado mais afetado foi Paraná, que foi afetado por um tornado severo de vórtices múltiplos, oficialmente classificado como F2 na Escala Fujita. Um tornado também ocorreu no Paraguai.

## Descrição
Em 19 de novembro de 2015, um sistema convectivo de mesoescala se formou sobre o leste do Paraguai, e adentrou o oeste do Paraná em estado de intensificação causando vários eventos meteorológicos nos municípios do oeste desse estado. Esse sistema produziu chuvas intensas com rajadas de vento em várias localidades, sendo o município de Marechal Cândido Rondon o mais afetado, com o registro de um tornado de vórtices múltiplos que causou danos intensos na área central. O fenômeno também afetou algumas partes do município vizinho de Quatro Pontes, mas com menor intensidade. O tornado foi classificado como F2.
No mesmo período, outro intenso sistema convectivo de mesoescala avançava do noroeste do Rio Grande do Sul até o centro e oeste de Santa Catarina. Desde então o sistema causou danos severos por vento em vários municípios dos dois estados. Acompanhando esses eventos, houve a confirmação da ocorrência de três tornados atingindo municípios como Treze Tílias/SC (F0), Chapecó/SC (F2) e Alpestre/RS (F2)
Além dos tornados, houve danos por ventos convectivos severos em pelo menos 11 municípios do Paraná e alguns municípios de Santa Catarina.
Antes dos eventos, os parâmetros convectivos dos modelos GFS e WRF apresentavam um risco muito alto para super-células de alta precipitação, ventos locais severos e tornados significativos em todas essas regiões.

## Tornados confirmados
Foram confirmados 4 tornados pela Defesa Civil e SIMEPAR; 2 em Santa Catarina, 1 no Paraná e 1 no Rio Grande do Sul. Outro tornado sem classificação ocorreu em uma área rural do Paraguai, no departamento de Alto Paraná.

### Brasil

#### Paraná
| Data       | UF | Área                                   | (E)F# | Óbitos | Feridos | Comentários | Notas       |
| ---------- | -- | -------------------------------------- | ----- | ------ | ------- | --- | ----------- |
|            |    |                                        |       |        |         | |             |
| 19/11/2015 | PR | Marechal Cândido Rondon, Quatro Pontes | EF2   | 0      | ~12     | 1,5 mil casas danificadas, muitas delas foram destruídas. Carros arrastados e centenas de postes e árvores foram derrubados. | [ 1 ] [ 2 ] |
|            |    |                                        |       |        |         | |             |

#### Rio Grande do Sul
| Data       | UF | Área     | (E)F# | Óbitos | Feridos | Comentários         | Notas |
| ---------- | -- | -------- | ----- | ------ | ------- | ------------------- | ----- |
|            |    |          |       |        |         |                     |       |
| 19/11/2015 | RS | Alpestre | F2    | 0      | 1       | 15 casas desabaram. | [ 2 ] |
|            |    |          |       |        |         |                     |       |

#### Santa Catarina
| Data       | UF | Área         | (E)F# | Óbitos | Feridos | Comentários                                           | Notas |
| ---------- | -- | ------------ | ----- | ------ | ------- | ----------------------------------------------------- | ----- |
|            |    |              |       |        |         |                                                       |       |
| 19/11/2015 | SC | Chapecó      | F2    | 0      | 4       | Várias casas completamente destruídas.                | [ 2 ] |
|            |    |              |       |        |         |                                                       |       |
| 19/11/2015 | SC | Treze Tílias | F0    | 0      | 0       | Ocorrência de danos em um hospital e em várias casas. | [ 2 ] |
|            |    |              |       |        |         |                                                       |       |

### Paraguai

#### Alto Paraná
| Data       | Departamento | Área  | (E)F# | Óbitos | Feridos | Comentários                   | Notas |
| ---------- | ------------ | ----- | ----- | ------ | ------- | ----------------------------- | ----- |
|            |              |       |       |        |         |                               |       |
| 19/11/2015 | Alto Paraná  | Iruña | FU    | 0      | 0       | Observado em zona desabitada. | [ 3 ] |
|            |              |       |       |        |         |                               |       |

## Tabela de tornados
| Não Classificado | F0 | F1 | F2 | F3 | F4 | F5 |
| ---------------- | -- | -- | -- | -- | -- | -- |
| 1                | 1  | 0  | 3  | 0  | 0  | 0  |

## Outros eventos não-tornádicos
Em Caxambu do Sul (SC), foi decretado situação de emergência depois que um vendaval (downburst) destelhou casas no bairro Engenho Velho.
Em Planalto Alegre (SC), uma tempestade severa causou inúmeros destelhamentos, queda de árvores e deixou edificações danificadas. Vários aviários foram parcialmente ou totalmente destruídos. Não se descarta que um tornado possa ter atingido a localidade.
Em Campo Belo do Sul (SC), um downburst úmido de rajadas de 104 km/h foi registrado por uma estação meteorológica.